# Hold On (Moguai)
Hold On is een nummer van de Duitse dj Moguai uit 2015, in samenwerking met het Amerikaanse dj-trio Cheat Codes.
Het nummer flopte in Moguai's thuisland Duitsland. Het werd enkel in Nederland een klein succesje. Het radiostation Radio 538 riep "Hold On" eind september 2015 uit tot Dancesmash. Het nummer bereikte de 3e positie in de Nederlandse Tipparade. In Vlaanderen haalde het nummer de 64e positie in de Tipparade.